# 菲律賓長槍黨
菲律賓長槍黨，是菲律賓西班牙國民議會（Juntas Nacionales Españolas）的非正式名稱，是一個菲律賓長槍主義政黨，是西班牙長槍黨的一個分支。它成立於1936年(活動至1945年)。該黨最初由生於菲律賓的西班牙裔商人安德列斯·索里亞諾領導。後來兩名西班牙裔菲律賓人馬丁·波和恩里克·佐貝爾·德·阿亞拉之間發生了一場領導鬥爭。
當索里亞諾申請菲律賓公民身份時，該黨實際上已被解散，這在很大程度上是因為不希望在菲律賓境內建立一個默認支持軸心國的政治組織，以免財產被盟軍充公，不過不同於黨內其他成員與日本人合作，索里亞諾與曼努埃爾·奎松等人組織抗日游擊隊。